# Campeonato Europeu de Esportes Aquáticos de 1950
O Campeonato Europeu de Esportes Aquáticos de 1950 foi a 7ª edição do evento organizado pela Liga Europeia de Natação (LEN). A competição foi realizada entre os dias 20 e 27 de agosto de 1950, em Viena na Áustria. 

## Medalhistas

### Natação
Masculino
| Evento        | Ouro                                                                          | Ouro    | Prata                                                                   | Prata   | Bronze                                                                          | Bronze  |
| 100 m Livre   | Alexandre Jany · França                                                       | 57.7    | Göran Larsson · Suécia                                                  | 59.4    | Joris Tjebbes · Países Baixos                                                   | 1:00.3  |
| 400 m Livre   | Alexandre Jany · França                                                       | 4:48.0  | Jean Boiteux · França                                                   | 4:50.1  | Hans-Günther Lehmann · Alemanha Ocidental                                       | 4:51.2  |
| 1500 m Livre  | Hans-Günther Lehmann · Alemanha Ocidental                                     | 19:48.2 | Jean Boiteux · França                                                   | 19:48.4 | Jo Bernardo · França                                                            | 20:06.7 |
| 100 m Costas  | Göran Larsson · Suécia                                                        | 1:09.4  | Kees Kievit · Países Baixos                                             | 1:09.7  | Boris Škanata · Iugoslávia                                                      | 1:10.8  |
| 200 m Peito   | Herbert Klein · Alemanha Ocidental                                            | 2:38.6  | Maurice Lusien · França                                                 | 2:40.9  | Bengt Rask · Suécia                                                             | 2:43.8  |
| 4x200 m Livre | Suécia · Tore Sjunnerholm · Per-Olof Östrand · Olle Johansson · Göran Larsson | 9:06.5  | França · Willy Blioch · Joseph Bernardo · Jean Boiteux · Alexander Jany | 9:10.0  | Iugoslávia · Branko Vidovic · Andrej Kvinc · Mislav Stipetic · Marijan Stipetic | 9:12.7  |

Feminino
| Evento        | Ouro | Ouro   | Prata                                                                   | Prata  | Bronze                                                                             | Bronze |
| 100 m Livre   | Irma Heijting-Schuhmacher · Países Baixos                                                                 | 1:06.4 | Marie-Louise Linssen-Vaessen · Países Baixos                            | 1:07.1 | Greta Andersen · Dinamarca                                                         | 1:07.9 |
| 400 m Livre   | Greta Andersen · Dinamarca                                                                                | 5:30.9 | Irma Heijting-Schuhmacher · Países Baixos                               | 5:31.2 | Colette Thomas · França                                                            | 5:37.4 |
| 100 m Costas  | Ria van der Horst · Países Baixos                                                                         | 1:17.1 | Gertrud Herrbruck · Alemanha Ocidental                                  | 1:17.8 | Greetje Gaillard · Países Baixos                                                   | 1:17.9 |
| 200 m Peito   | Raymonde Vergauwen · Bélgica                                                                              | 3:00.1 | Lies Bonnier · Países Baixos                                            | 3:01.8 | Jannie de Groot · Países Baixos                                                    | 3:02.2 |
| 4x100 m Livre | Países Baixos · Ans Massaar · Hannie Termeulen · Marie-Louise Linssen-Vaessen · Irma Heijting-Schuhmacher | 4:33.9 | Dinamarca · Greta Olsen · Ulla Madsen · Mette Petersen · Greta Andersen | 4:43.1 | Suécia · Marianne Lundqvist · Gisela Tidholm · Ingegard Fredin · Elisabeth Ahlgren | 4:44.7 |

### Saltos Ornamentais
Masculino
| Evento          | Ouro                               | Ouro   | Prata                             | Prata  | Bronze                            | Bronze |
| Trampolim 3 m   | Hans Aderhold · Alemanha Ocidental | 183.68 | G Hernande · França               | 174.66 | Werner Sobek · Alemanha Ocidental | 167.88 |
| Plataforma 10 m | Günther Haase · Alemanha Ocidental | 158.13 | Werner Sobek · Alemanha Ocidental | 141.54 | Thomas Christiansen · Dinamarca   | 140.94 |

Feminino
| Evento          | Ouro                       | Ouro   | Prata                      | Prata  | Bronze                           | Bronze |
| Trampolim 3 m   | Madeleine Moreau · França  | 155.58 | Nicole Pellissard · França | 140.64 | Birte Christoffersen · Dinamarca | 129.63 |
| Plataforma 10 m | Nicole Pellissard · França | 85.67  | Alma Staudinger · Áustria  | 82.38  | Birte Christoffersen · Dinamarca | 82.31  |

### Polo Aquático
| Evento    | Ouro          | Prata  | Bronze     |
| Masculino | Países Baixos | Suécia | Iugoslávia |

## Quadro de medalhas
| Ordem | País               | Medalha de ouro | Medalha de prata | Medalha de bronze | Total |
| ----- | ------------------ | --------------- | ---------------- | ----------------- | ----- |
| 1     | França             | 4               | 6                | 2                 | 12    |
| 2     | Países Baixos      | 4               | 4                | 3                 | 11    |
| 3     | Alemanha Ocidental | 4               | 2                | 2                 | 8     |
| 4     | Suécia             | 2               | 2                | 2                 | 6     |
| 5     | Dinamarca          | 1               | 1                | 4                 | 6     |
| 6     | Bélgica            | 1               | 0                | 0                 | 1     |
| 7     | Áustria            | 0               | 1                | 0                 | 1     |
| 8     | Iugoslávia         | 0               | 0                | 3                 | 3     |
| Total | Total              | 16              | 16               | 16                | 48    |